# Isidre Pàmies i Borràs

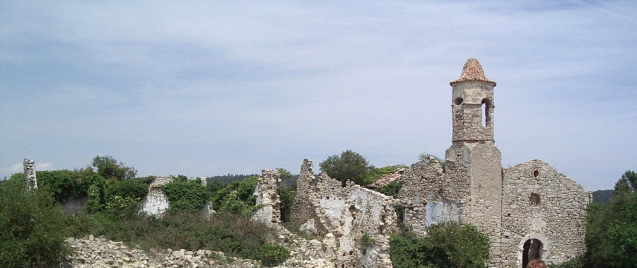
La Mussara, on segons la tradició oral fou enterrat Cercós

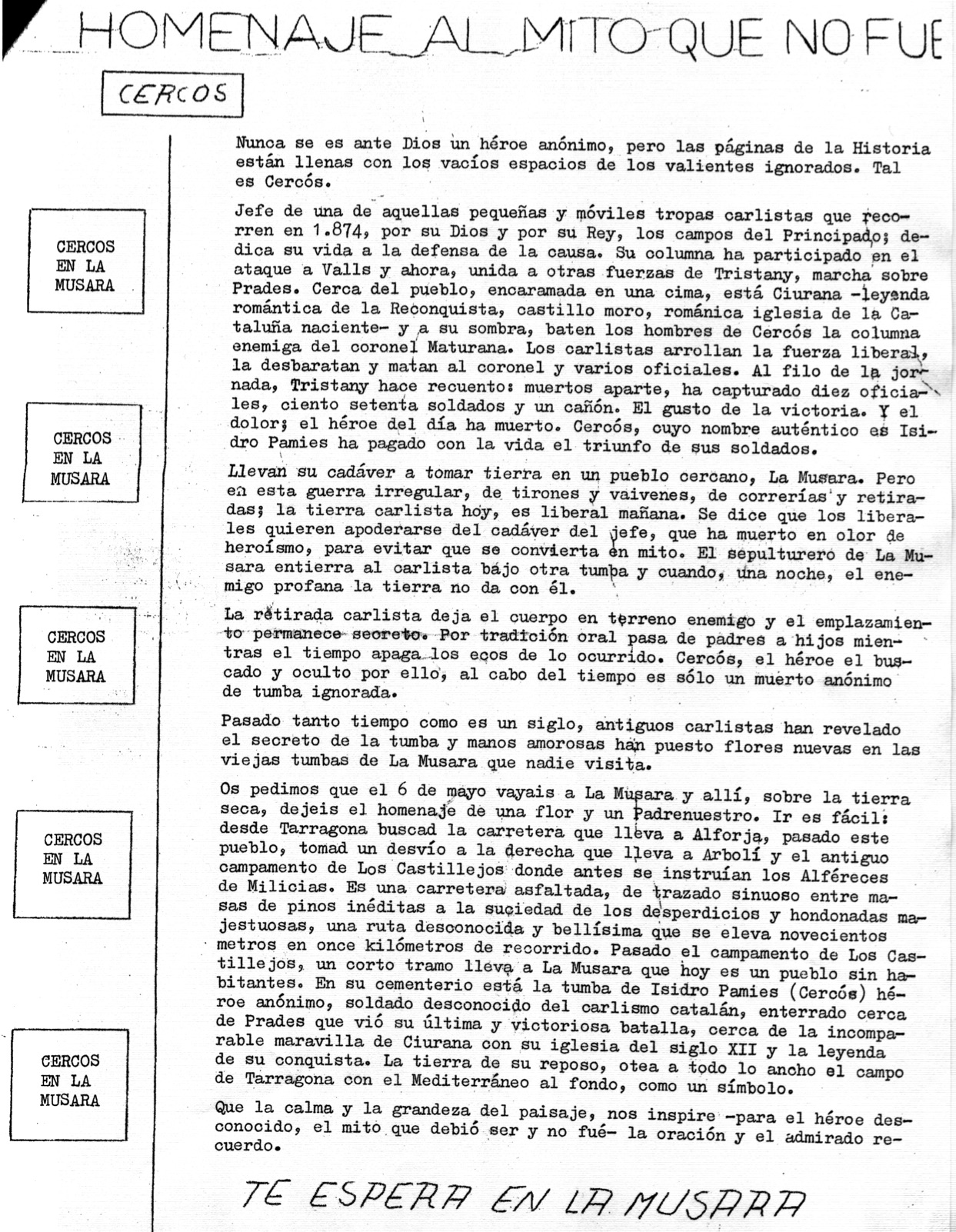
Crida a participar en l'homenatge pel centenari de la mort d'Isidre Pàmies Borràs, "Cercós"

Isidre Pàmies i Borràs, àlies Cercós (l'Aleixar, Baix Camp, 16 de desembre de 1843 - la Mussara, Baix Camp, 22 d'octubre de 1873), fou un general de l'exèrcit carlí actiu durant la Tercera guerra carlina.

## Biografia
Cercós va néixer al mas de Cercós, de la seva família, un dels més importants del terme de l'Aleixar. Pertanyia a una família de forta tradició carlina. El seu avi, Francesc Pàmies, ja prengué part a la Guerra dels Malcontents (1827). El seu tiet Isidre Pàmies Montserrat, fou Tinent Coronel de l'exercit Real de Carles V al Camp de Tarragona durant la Primera guerra carlina (1833-1840) i morí exiliat a França, on va ser enterrat al cementiri de la Catedral de Le Puy-en-Velay.
Va estudiar als escolapis de Tarragona, on completà la carrera mercantil. Més tard, es va domiciliar a Reus, on es dedicà al comerç i ja va prendre part en algunes conspiracions, que el van portar a la presó per un temps.
Els antecedents familiars i l'amistat amb el cap carlí Josep M. Barenys, de Maspujols, van fer que quan va esclatar la Tercera guerra carlina el 1872, s'hi impliqués de ple. Se'n va anar a la muntanya com a oficial d'infanteria i va organitzar el quart batalló carlí de la província de Tarragona, essent aviat ascendit a coronel per mèrits de guerra.
Va fer nombroses accions militars, en grups petits o amb forces importants durant tot l'any 1873.

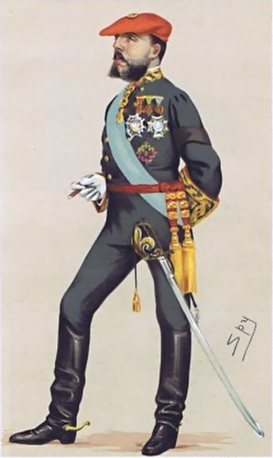
El pretendent Carles VII

El 15 de maig va entrar a Vilaplana. El 22 de juny va atacar Margalef, on va perdre 50 homes. El 26 de juny va atacar Tivissa, i el 2, 3 i 10 de juliol la Selva del Camp. El 18 de juliol era a la Conca de Barberà i va demanar rescat per dos terratinents liberals que havia capturat. El 20 de juliol va tornar a la Selva, on finalment va entrar i va recaptar la contribució i destruir el fortí. El 23 de juliol va atacar una diligència a les Borges del Camp. El 26 de juliol va entrar a Riudoms. El 5 d'agost era a Garcia, el 14 a Castellvell del Camp i el 15 va dormir a Maspujols. El 16 d'agost va recaptar la contribució a Montbrió del Camp i a Vinyols i els Arcs. El 17 d'agost era a l'ermita del Roser, a la sortida de Reus (avui dins la ciutat, a la carretera que porta a la Selva), però en fou foragitat pels reusencs. El 23 d'agost era a la Masó. El 27 d'agost, amb 300 homes, va entrar a Prades, el 
29 a la Selva i el 2 de setembre a Vilallonga del Camp.
El 4 de setembre va guanyar el combat de l'Albiol contra els liberals de Reus. En data incerta, però durant aquells dies, també va entrar a Santa Coloma de Queralt. Durant el mes de setembre va visitar Don Alfons, germà del pretendent i cap de les forces carlines a Catalunya. El 24 de setembre era a Mont-ral i aquest mateix dia va patir un intent d'assassinat. El 2 d'octubre entrà a Valls, on comandà, juntament amb quatre eminents caps carlins més, uns 4000 homes, però aviat en fou desallotjat. El 18 d'octubre van començar els fets que portaren a la victòria carlina de Prades, on es creu que Cercós resultà ferit, ferida de la que acabaria morint.
La mort de Cercós, però, es produí en circumstàncies desconegudes. Segons algunes fonts, hauria mort a la mateixa batalla de Prades; segons d'altres, fou portat a l'Aleixar, on acabaria els seus dies. En la mateixa batalla morí el coronel Maturana, i es causaren 280 baixes als liberals, per 80 carlines.
La tradició oral afirma que després de ser ferit, probablement el 19 o 20 d'octubre, el 22 o 23 d'octubre fou portat al Mas de Joan Pau, a la Mussara, mas que té molt propera (tocant al cingle) la cova dita Hospital dels Carlins, en la qual hauria estat assistit pel rector de la Mussara i pel metge de Vilaplana, Rafael Llaberia, simpatitzant carlí. Hauria mort pocs dies després i hauria estat enterrat a la Mussara.

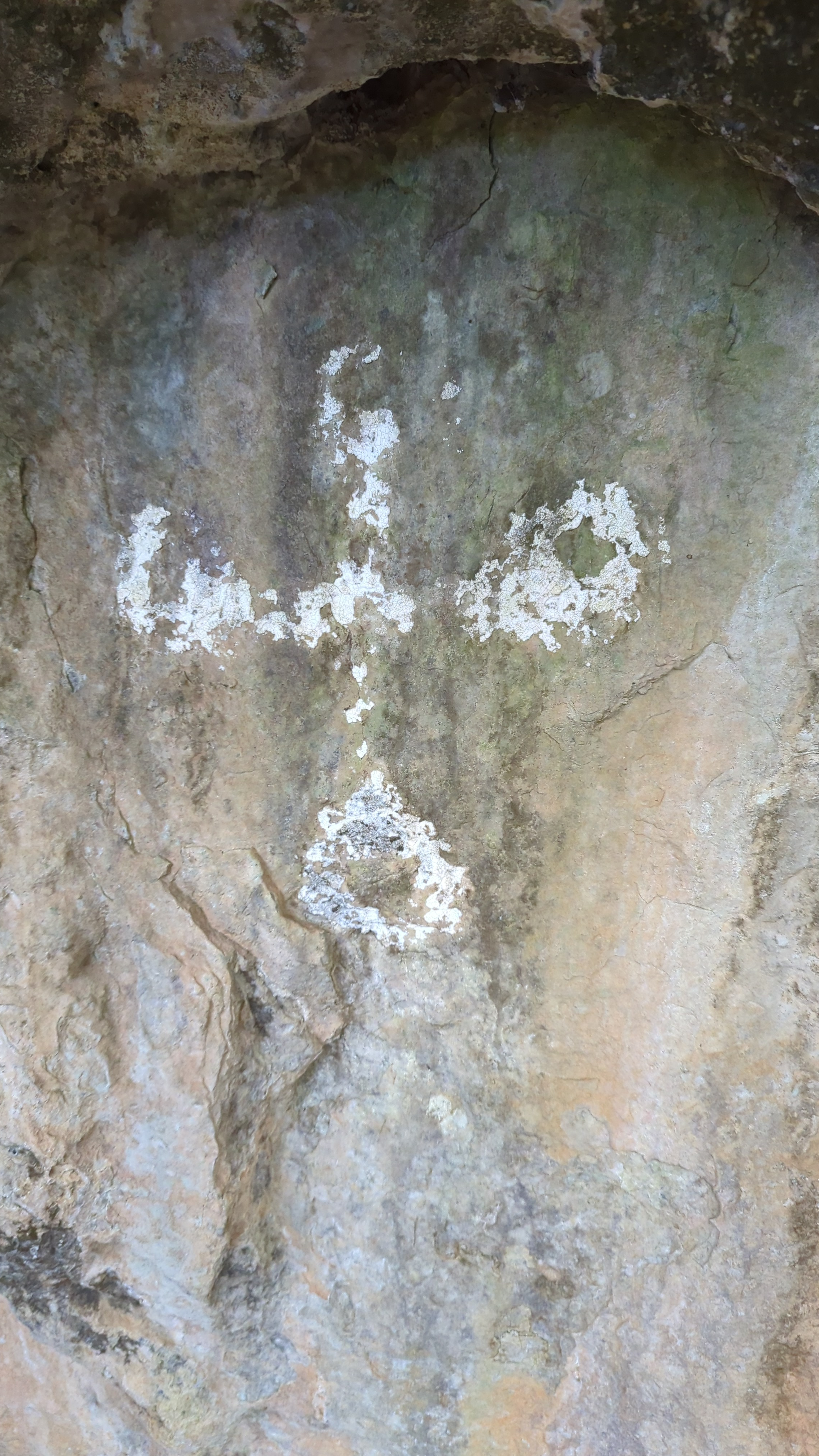
Creu a l'Hospital dels Carlins

El pretendent carlí, Carles VII, el va nomenar general a títol pòstum.

## Posteritat
Fins a la Transició democràtica espanyola la carretera de la Mussara apareixia sovint pintada amb inscripcions "Cercós" a les pedres, que feien els carlins.

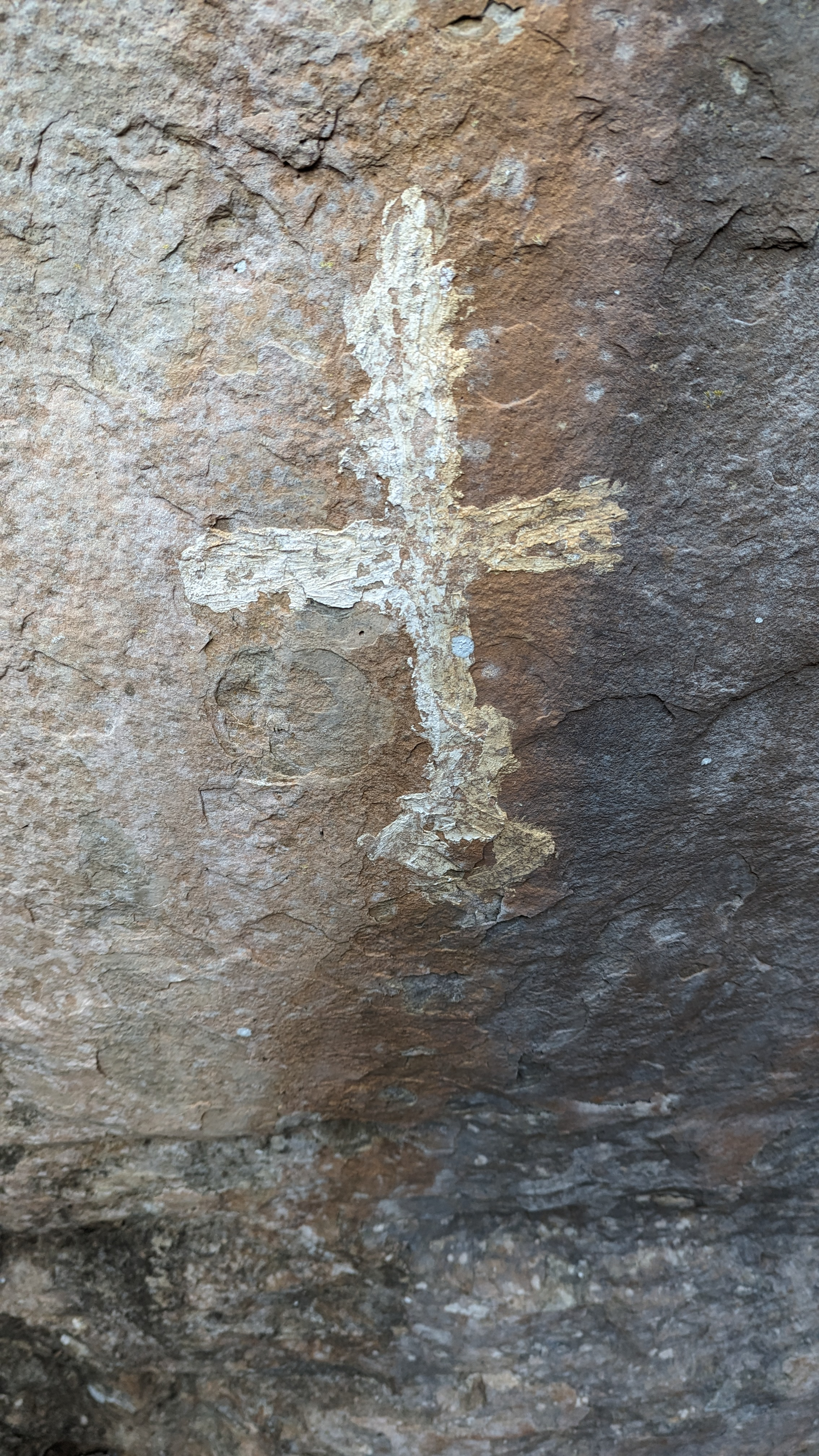
Creu a l'Hospital dels Carlins

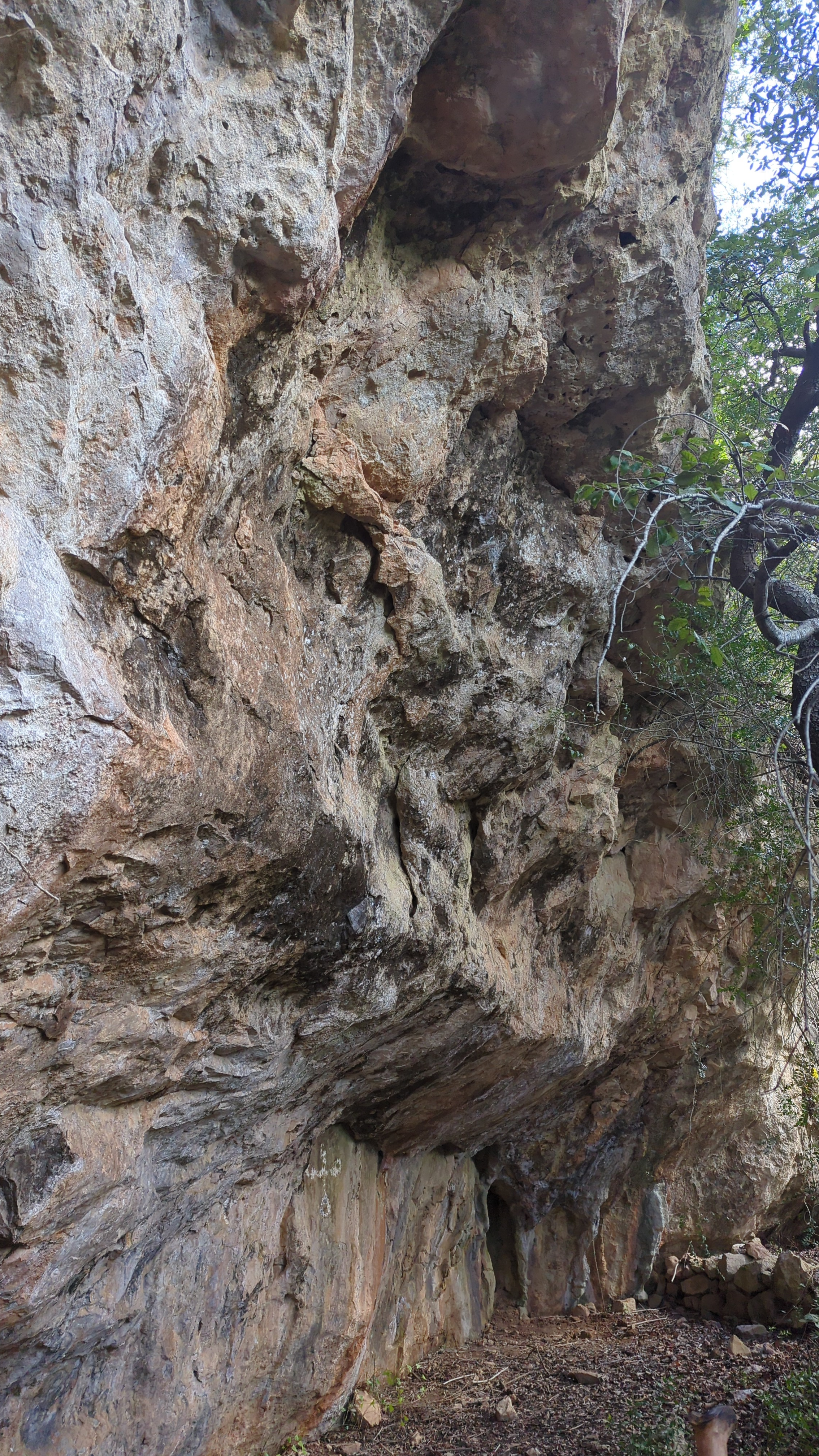
Balmes de Hospital dels Carlins